# Michael Kremer
Michael Robert Kremer (n. 12 noiembrie 1964, New York City, New York, SUA) este un economist american, Gates Professor of Developing Societies la Universitatea Harvard. A primit Premiul Nobel pentru Economie (2019), împreună cu Abhijit Banerjee și Esther Duflo, „pentru abordarea lor experimentală a atenuării sărăciei globale”.